# Frozen Crown
Frozen Crown je italská powermetalová hudební skupina založená v roce 2017 ve městě Milán. Debutové album The Fallen King vydala začátkem dalšího roku prostřednictvím společnosti Scarlet Records. Na zpěvu se podílí zpěvačka Giada Etro a kytarista Federico Mondelli.
Hudebně se členové kapely inspirovali u skupin jako jsou Sonata Arctica, Nightwish či Orden Ogan. V jinak powermetalové hudbě jde ale najít též prvky death metalu, třeba užití growlingu. Texty jsou psané převážně v metaforách a dle Etro by i přes jejich pompézní názvy a témata měly sedět do každodenního života.

## Sestava
- Giada Etro – zpěv
- Federico Mondelli – kytara, klávesy, zpěv
- Fabiola Bellomo - kytara
- Francesco Zof - basová kytara
- Niso Tomasini - bicí

Bývalí členové
- Talia Bellazecca – kytara
- Filippo Zavattari – basová kytara
- Alberto Mezzanotte – bicí

## Diskografie
- The Fallen King (2018)
- Crowned in Frost (2019)
- Winterbane (2021)